# Danielle Rousseau

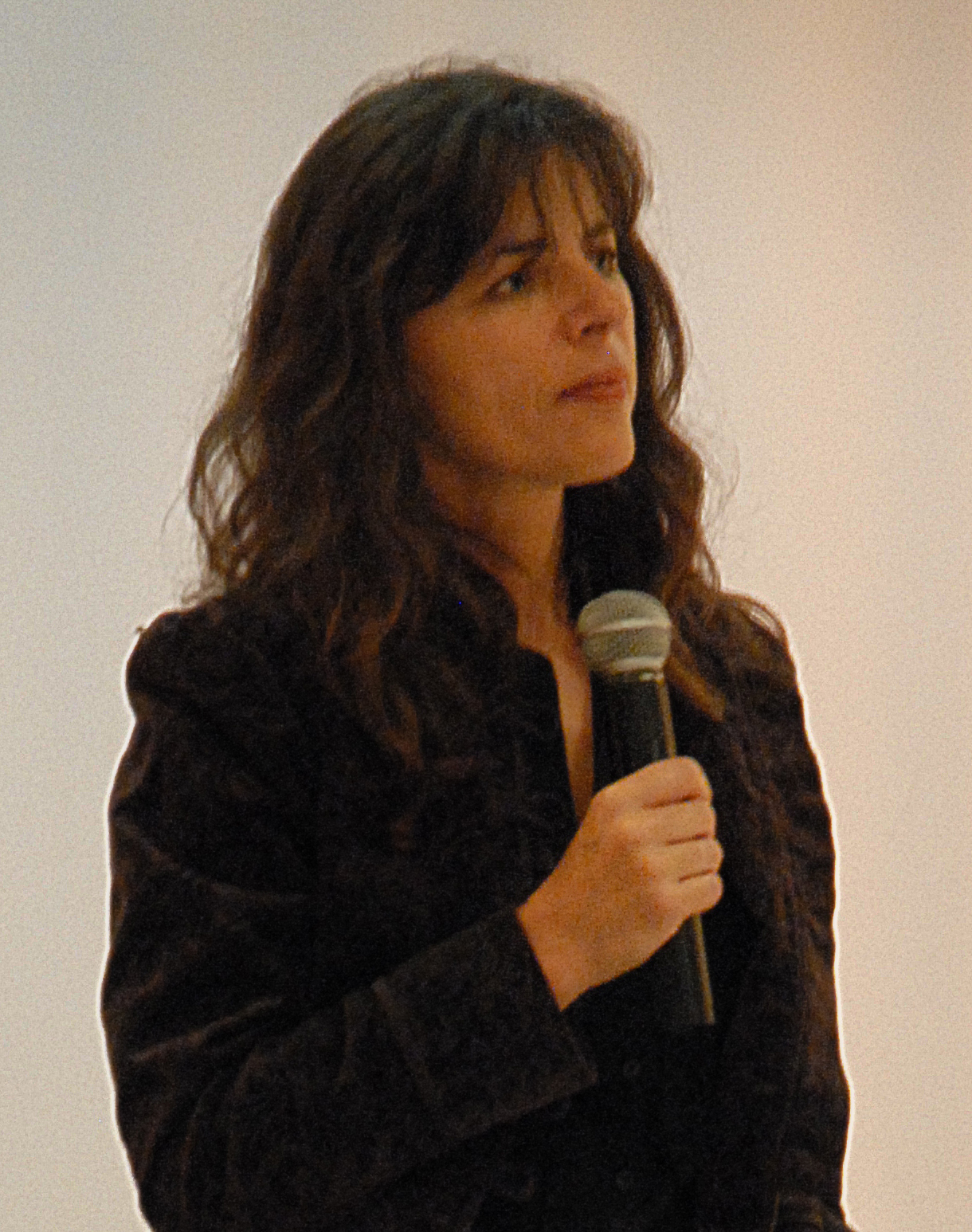
Mira Furlan (2008), odtwórczyni roli Danielle Rousseau

Danielle Rousseau – jedna z bohaterek serialu Zagubieni. Grała ją Mira Furlan.
Osoba tajemnicza. Dokładnie szesnaście lat temu brała udział w ekspedycji naukowej, w czasie której załoga statku odebrała dziwne sygnały – ciągle powtarzające się liczby. Zmiana kursu nie okazała się dobrym pomysłem. Statek zatonął podczas sztormu, a Danielle wraz z grupą ocalałych naukowców wylądowała na wyspie. Nie byłoby w tym nic dziwnego, gdyby nie fakt, iż to właśnie w tym samym miejscu kilkanaście lat później dojdzie do katastrofy „Lotu 815”. Z opowiadań Francuzki wynika, że po dwóch miesiącach pobytu na nieznanym terytorium reszta załogi zachorowała na jakąś nieuleczalną chorobę. Dlatego też Rosseau musiała zabić swoich przyjaciół. Jakiś czas później urodziła dziecko, które zabrali jej „Inni”. Od tej chwili pogrążona w rozpaczy kobieta chorobliwie dąży do odzyskania Alex. To właśnie dlatego torturuje Sayida i rzekomo wykrada Aarona – syna Claire. W gruncie rzeczy Danielle jest całkiem przyjazną i skorą do pomocy osobą. Niejednokrotnie pomaga rozbitkom. Tylko dzięki niej grupa pod dowództwem Jacka bezpiecznie przedostaje się przez „Ciemne Terytorium” i odnajduje „Czarną Skałę” (XIX wieczny statek z niewolnikami; oryginalna pisownia: „Black Rock”). Ginie na wyspie w 8 odcinku 4 sezonu. 
W 4. odcinku piątej serii pojawia się ponownie jako ta sama, młoda uczestniczka ekspedycji naukowej.